# Guillermo Allison
Guillermo Allison Revuelta (ur. 25 września 1990 w Tuxtla Gutiérrez) – meksykański piłkarz występujący na pozycji bramkarza, od 2023 roku zawodnik Querétaro.